# Turn Me On (chanson de Riton et Oliver Heldens)
Pour les articles homonymes, voir Turn Me On.
Singles par Riton
Dangerous
(2018) Mr Todd Terry
(2019)
Singles par Oliver Heldens
Cucumba
(2019) Lift Me Up
(2019)
Turn Me On est une chanson du DJ anglais Riton et du DJ néerlandais Oliver Heldens, avec la participation vocale de la chanteuse Vula Malinga, sortie le 13 septembre 2019. Le thème instrumental est tiré de la chanson Don't Go de Yazoo, parue en 1982, tandis que les paroles font référence à la chanson Doctor Love du groupe américain First Choice, sortie en 1977. Marshall Jefferson sort un remix de la chanson le 1er novembre 2019.

## Liste des pistes
| 1. | Turn Me On | 3:28 |

| 1. | Turn Me On (Marshall Jefferson Anthem Mix) | 3:28 |

| 1. | Turn Me On (Acoustic Version) | 3:37 |

## Classements hebdomadaires
| Classements (2019-20)                   | Meilleure position |
| --------------------------------------- | ------------------ |
| Allemagne (Media Control AG)            | 18                 |
| Australie (ARIA)                        | 38                 |
| Autriche (Ö3 Austria Top 40)            | 58                 |
| Belgique (Flandre Ultratop 50 Singles)  | 12                 |
| Belgique (Wallonie Ultratop 50 Singles) | 13                 |
| Écosse (OCC)                            | 5                  |
| États-Unis (Dance Club Songs)           | 1                  |
| États-Unis (Hot Dance/Electronic Songs) | 11                 |
| France (SNEP)                           | 84                 |
| France (SNEP Ventes)                    | 26                 |
| Irlande (IRMA)                          | 11                 |
| Pays-Bas (Nederlandse Top 40)           | 22                 |
| Pays-Bas (Single Top 100)               | 38                 |
| Royaume-Uni (UK Singles Chart)          | 12                 |
| Suisse (Schweizer Hitparade)            | 38                 |